# Vụ thử hạt nhân của Bắc Triều Tiên 2009
Vụ thử hạt nhân năm 2009 của Triều Tiên là một vụ cho nổ dưới lòng đất một thiết bị hạt nhân vào ngày 25 tháng 5 năm 2009 của Cộng hòa Dân chủ Nhân dân Triều Tiên. Đây là lần thủ hạt nhân thứ nhì của quốc gia này, sau vụ thử lần đầu vào tháng 10 năm 2006. Triều Tiên đã thông báo cho Hoa Kỳ và Trung Quốc về vụ thử 20-30 phút trước thời điểm tiến hành vụ thử hạt nhân, thông báo được gửi cho Trung Quốc sớm hơn gửi cho Mỹ
Hãng thông tấn chính thức của Triều Tiên KCNA thông báot: "Vụ thử diễn ra an toàn ở mức độ cao hơn về sức mạnh của vụ nổ cũng như công nghệ điều khiển. Sự kiện sáng nay nhằm tăng cường sức mạnh răn đe hạt nhân vì mục đích phòng vệ bằng mọi cách". 
Các quan chức Hàn Quốc cho biết đã ghi nhận dấu hiệu về cơn địa chấn mạnh 4,7 độ Richter lúc 9h54 giờ Hàn Quốc (7h54 giờ Hà Nội) tại khu vực đông bắc Triều Tiên, nơi từng diễn ra vụ thử hạt nhân lần đầu tiên 3 năm trước. Các cơ quan khí tượng của Mỹ và Hàn Quốc đều cho rằng đây là dấu hiệu cho thấy một vụ nổ hạt nhân đã diễn ra tại khu vực này. Sau vụ thử này, Bình Nhưỡng cũng tiến hành một số vụ thử tên lửa tầm ngắn. Hầu hết các quốc gia trên thế giới đều lên án vụ thử hạt nhân này.

## Bối cảnh
CHDCND Triều Tiên đã từng đe doạ tiến hành một đợt thử hạt nhân thứ nhì để phản đối sau khi Hội đồng Bảo an Liên Hợp Quốc ra bản tuyên bố lên án quốc gia này sau khi Triều Tiên phóng thử tên lửa mà quốc gia này tuyên bố là mang vệ tinh Kwangmyŏngsŏng-2 vào ngày 5 tháng 4 năm 2009. Vụ phóng tên lửa này bị nhiều quốc gia lên án, cho rằng đây là một vụ thử tên lửa đạn đạo xuyên lục địa.
Vụ thử hạt nhât cũng được tiến hành sau một thông điệp gần đây rằng Triều Tiên đã thu nhỏ đầu đạn hạt nhân cho các tên lửa tầm trung và rằng quốc gia này đã được các nhà phân tích công nhận là một cường quốc hạt nhân đầy đủ.
Tháng 6 năm 2009, sau khi Triều Tiên thông báo rằng Kim Jong-un được chọn làm người kế vị chức vụ lãnh đạo của Triều Tiên Kim Jong-il, các nhà phân tích của chính quyền Mỹ cho suy đoán rằng mục đích vụ thử hạt nhân là thiết lập vị trí của Triều Tiên là một cường quốc hạt nhân trước khi Kim Jong-il qua đời.

## Phản ứng của các quốc gia
Cộng hòa Nhân dân Trung Hoa, nước đồng minh thân cận nhất, đối tác thương mại lớn nhất của Triều Tiên lên án vụ thử, cho rằng "Cộng hoà Dân chủ Nhân dân Triều Tiên đã phớt lờ phản đối chung của cộng đồng quốc tế và đã thử tiến hành thêm một vụ thử hạt nhân. Chính phủ Trung Quốc tuyệt đối phản đối vụ thử này

Theo hãng tin Yonhap của Hàn Quốc ngày 1 tháng 6 năm 2009, Trung Quốc đã ngừng các hoạt động trao đổi cấp chính phủ với Triều Tiên sau khi Bình Nhưỡng tiến hành vụ thử nghiệm hạt nhân thứ hai và hàng loạt tên lửa tầm ngắn hồi tuần trước.
Các quốc gia Hoa Kỳ, Nhật Bản, Úc, Hàn Quốc, Nga cực lực lên án vụ thử và đề nghị Hội đồng Bảo an có một nghị quyết cứng rắn trừng phạt Cộng hoà Dân chủ Nhân dân Triều Tiên.
Việt Nam bày tỏ hết sức lo ngại về vụ thử, ủng hộ một bán đảo Triều Tiên phi hạt nhân, đề nghị đàm phán sáu bên để giải quyết vấn đề Triều Tiên thông qua biện pháp hoà bình.